# ترمونت، ماین-ات-لویره
ترمونت، ماین-ات-لویره (به فرانسوی: Trémont, Maine-et-Loire) یک کمون در فرانسه است که در Canton of Vihiers واقع شده‌است.

## خصوصیات
ترمونت ۸٫۱ کیلومترمربع مساحت و ۳۸۲ نفر جمعیت دارد و ۷۴ متر بالاتر از سطح دریا واقع شده‌است.